# كأس إسكتلندا 1876–77
كأس اسكتلندا 1876–77 (بالإنجليزية: 1876–77 Scottish Cup)‏ هو الموسم 4 من كأس اسكتلندا. أقيم خلال الفترة 23 سبتمبر 1876 وحتى 17 مارس 1877، وكان عدد الأندية المشاركة فيه 81، وفاز فيه فايل أوف ليفن ‏.